# Bahnhof Wien Brünner Straße

Der Bahnhof Wien Brünner Straße ist eine Betriebsstelle an der Nordwestbahn  im Wiener Stadtteil Großjedlersdorf (Bezirk Floridsdorf).

## Geschichte
1969 wurde die Haltestelle eröffnet. Bis 2016 wurde die Betriebsstelle neu gebaut. Dies erfolgte im Hinblick auf den Bau der unmittelbar danebenliegenden Klinik Floridsdorf, nach deren Eröffnung ein großer Zuwachs an Fahrgastzahlen erwartet wird.

## Aufbau
Die Haltestelle ist als Brückenbauwerk ausgeführt und überspannt die Brünner Straße in einem spitzen Winkel. Sie besitzt einen 160 Meter langen Mittelbahnsteig. Das Klinik Floridsdorf hat einen direkten barrierefreien Zugang von der Haltestelle aus.
Im Zuge des Neubaus wurden 1900 neue Schwellen verlegt und 1100 laufende Meter Oberleitung erneuert. Für die Brücke und deren Bewehrung wurden 725 Tonnen Stahl verarbeitet, zuzüglich 122 Tonnen Stahl für das Bahnsteigdach, das eine Fläche von 1200 Quadratmetern aufweist. Insgesamt wurden 5000 Kubikmeter Beton gegossen. Die Bauzeit betrug 24 Monate.

## Linien, welche ab Wien Brünner Straße verkehren
| Linie | Verlauf | Taktfrequenz |
| ----- | --- | ------------ |
| S3    | Wiener Neustadt Hbf – Baden – Wien Meidling – Wien Matzleinsdorfer Platz – Wien Hauptbahnhof 1-2 – Wien Quartier Belvedere – Wien Rennweg – Wien Mitte – Wien Praterstern – Wien Traisengasse – Wien Handelskai – Wien Floridsdorf – Stockerau – Hollabrunn \|\| 20′                                        |              |
| S4    | Wiener Neustadt Hbf – Baden – Wien Meidling – Wien Matzleinsdorfer Platz – Wien Hauptbahnhof 1-2 – Wien Quartier Belvedere – Wien Rennweg – Wien Mitte – Wien Praterstern – Wien Traisengasse – Wien Handelskai – Wien Floridsdorf – Stockerau – Absdorf-Hippersdorf (– Tulln Stadt – Tullnerfeld) \|\| 60′ |              |

Am Wochenende herrscht ein Halbstundentakt, welcher durch die Überlagerung der stündlichen S3 und S4 entsteht. Taktlücken der S4 werden durch zusätzliche Züge der S3 (nur zwischen Stockerau und Wien verkehrend) gefüllt.
Die Straßenbahnstrecke Schottenring–Stammersdorf wird vielseitig frequentiert. Die Linie 31 ist deckungsgleich mit dieser Trasse und verkehrt in geringer Taktfrequenz. Zwischen der S- und U-Bahn-Station Floridsdorf und Stammersdorf wird der „30er“ als Verstärkerstrecke geführt.